# Santa Casilda (Zurbarán)
Santa Casilda es el tema de dos cuadros de Francisco de Zurbarán. Constan respectivamente con el número 94 y 156 en el catálogo razonado y crítico, realizado por Odile Delenda, historiadora del arte especializada en este pintor.

## Tema de la obra
Casilda de Toledo (Toledo, 950<1050-Briviesca, 1050<1107), hija del emir de Toledo, practicaba la caridad, llevando alimentos a los prisioneros cristianos de su padre. Habiendo sido descubierta, los alimentos que ocultaba en su regazo, se convirtieron en rosas.
La identificación del personaje no es segura, ya que estas obras no llevan inscripción, y porqué el milagro de las rosas también se atribuye a Isabel de Hungría y a Isabel de Portugal. Sin embargo —como observa Jonathan Brown— aquellas dos reinas habrían sido representadas con corona, mientras que la juventud de las santas aquí representadas y sus diademas hacen más verosímil su identificación con Santa Casilda.

### Versión del Museo Thyssen-Bornemisza
- Madrid, Museo Thyssen-Bornemisza —Inv. n. 448 (1979.26)—[4]
- Pintura al óleo sobre lienzo;
- Dimensioes: 171 x 107 cm;
- Datación: ca.1635;
- Catalogado por O. Delenda con el número 94.[5]

La composición del lienzo y la postura del personaje son casi iguales a los de Santa Isabel de Portugal del Museo del Prado, pero en la presente obra la figura está algo más inclinada y tiene un aspecto más juvenil. Su rostro tiene rasgos más dulces, mejillas sonrosadas, y sus cabellos son más largos y rizados.
El personaje está representado sobre un fondo oscuro e indeterminado, y destaca sobre su propia sombra en el suelo. Casilda lleva un precioso atuendo que más parece un disfraz teatral que un atavío real. Viste una basquiña con motivos florales de color gris azulado, con una orla de oro y gemas azules y rojas. Las mangas del antebrazo bermellón van recubiertas con una sobre-manga. En su espalda, Casilda viste un manto de un hermoso color malvarrosa, que llega hasta sus pies. Lleva una diadema y un brazalete enjoyados, así como una gargantilla de perlas. Su pelo está recogido y atado con una cinta bermellón alrededor del cuello. Ciertos detalles hacen suponer la participación del taller: la mano visible carece de modelado, y el dibujo floral tal vez fue copiado de alguna tela veneciana de principios del siglo XVI. La luz incide sobre la imagen en el primer plano, realzando el primor de las telas.

#### Procedencia
1. Sevilla (?);
2. París, colección mariscal Soult, 1810 (?)-1852;
3. Venta de los bienes de Soult, 19-22 de mayo de 1852, n.° 35 (3.200 FF);
4. París, colección conde Duchatel; Nueva York, Ehrich Galleries;
5. Montreal, sir William Van Horne, 1913;
6. Lugano, colección barón Heinrich Thyssen-Bornemisza, 1979;
7. Madrid, Fundación Colección Thyssen-Bornemisza, 1992.[8]

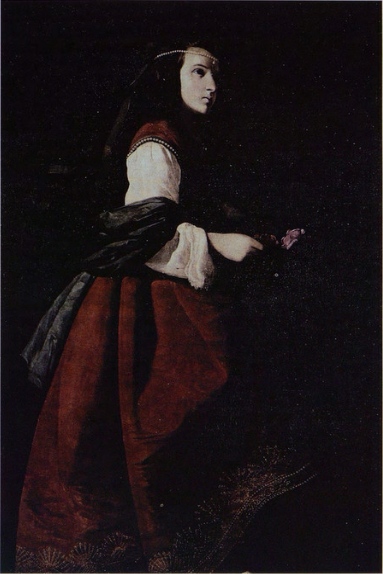
Versión de Santa Casilda, en una colección privada.

### Versión de una colección privada
- Pintura al óleo sobre lienzo; 170 x 108 cm.; fecha de realización: ca. 1640.
- Catalogado por O. Delenda con el número 156.[9]

Esta obra parece un retrato hecho del natural, por su encanto tan peculiar, su expresión candorosa, y por el realismo de las facciones de la niña, quizá Isabel Paula, la hija de Zurbarán. La figura y el rostro del personaje están representados de forma un tanto oblicua, y su gran basquiña u hopalanda da una cierta solemnidad a esta obra que, sin embargo, tiene un tono muy apacible. El tratamiento de las telas es impresionante. Debajo de la basquiña, bordada en seda roja, lleva una blusa blanca que parece de muselina. Por encima, porta un chal violeta oscuro y un tejido sedoso más fino. Tanto su frente como su hombro derecho están adornados con una fila de perlas.

#### Procedencia
1. Descubierto en el Palacio arzobispal de Granada en 1937;
2. Comprado por Luis Plandiura hacia 1945;
3. Barcelona, colección Antonio Plandiura.[11]